# Ксехасмени
Ксехасмени (грч. Ξεχασμένη) је насељено место у општини Александрија у периферији Средишња Македонија, Грчка. Према попису из 2021. године било је 472 становника.
Према бугарском географу и историчару, Василу Канчову, у Ксехасменију је 1900. године живело 200 Грка. Године 1928. Ксехасмени је имао 484 становника, од чега само седам грчких избеглица.